# 1995年愛知県議会議員選挙
1995年愛知県議会議員選挙は、1995年4月9日に執行された愛知県議会の議員を改選するための一般選挙。第13回統一地方選挙の一つとして実施された。

## 概要
県議会議員の任期4年が満了したことに伴って行われた。この選挙から以下のように選挙区と定数が変わった。全体を合わせて定数は2つ減り「108」となった。
- 「名古屋市西区選挙区」（定数3） → 定数2に減った。
- 「名古屋市中区選挙区」（定数2） → 定数1に減った。
- 「西尾市選挙区」（定数1） → 定数2に増えた。
- 「蒲郡市選挙区」（定数2） → 定数1に減った。
- 旧「愛知郡選挙区」（定数2） → 新「愛知郡選挙区」（定数1）と「日進市選挙区」（定数1）に分割された。

60選挙区108議席に対し174人が立候補した。そのうち16選挙区で21人が無投票当選となった。投票率は43.73％で、1991年の前回選を5.75ポイント下回り、過去最低を記録した。
前年の1994年12月10日、海部俊樹を党首とする新進党が発足。同党は、海部の出身地である愛知県の県議選において37人の公認候補を擁立した。その一方で旧民社党系の多くが「愛知民社協会」公認で出馬し、旧公明党の地方議員を中心に結成された「公明」ともども新進党系が三分される形で選挙戦を争った。

## 基礎データ
- 選挙事由：任期満了
- 告示日：1995年3月31日
- 投票日：1995年4月9日
- 議員定数：108人
- 選挙区：60選挙区（うち16選挙区で無投票）
- 候補者数：174人（うち21人が無投票当選）

## 選挙結果
| 党派         | 計  | 新旧別 | 新旧別 | 新旧別 | 無投票 当選 |
| 党派         | 計  | 現職   | 元職   | 新人   | 無投票 当選 |
| ------------ | --- | ------ | ------ | ------ | ----------- |
| 自由民主党   | 46  | 42     | 0      | 4      | (13)        |
| 新進党       | 26  | 13     | 1      | 12     | (3)         |
| 日本社会党   | 9   | 8      | 1      | 0      | (2)         |
| 公明         | 6   | 6      | 0      | 0      |             |
| 日本共産党   | 2   | 2      | 0      | 0      |             |
| 愛知民社協会 | 3   | 3      | 0      | 0      | (1)         |
| 無所属       | 16  | 7      | 0      | 9      | (2)         |
|              | 108 | 81     | 2      | 25     | (21)        |